# 科創李林
科創李林，香港男子音樂組合，由香港教育界網絡紅人林伯強和李偉瀚於2017年組成，作品全是推廣科學普及和創意的粵語流行音樂二次創作。

## 簡歷

### 出道及獨立發展時期（2014 - 2016年）
林伯強自小夢想成為音樂家和物理學家，因2014年初受高登討論區瘋傳的一首《活佛Viva》是改編自謝霆鋒的《活著Viva》得到了啟發，他認為連《佛經》嚴肅的內容都可以透過二次創作而廣傳，他心想科學知識也可以流行曲作為媒介普及化。同年，他在其個人Youtube頻道發表音樂作品，創作概念是以物理學改編粵語流行曲，當中廣為人知的歌是《激光中 物理篇》和《左右手 物理篇》。

### 組合發展時期（2017年至今）
2016年，林伯強在社交網站Facebook發現了另一位熱衷於社交網站分享教學資訊及短片的中學化學老師李偉瀚，他將元素周期表的化學元素加入寫成《鋼之鍊金術師 化學篇》初稿傳給李偉瀚，並邀請合作，兩位志同道合的網絡紅人一拍即合，一起科普音樂創作和交流，2017年組成「科創李林」出道，首個作品是由李偉瀚協助填詞，將陳奕迅的《不死傳說》改寫成化學歌曲《鋼之鍊金術師 化學篇》，由林伯強主唱。
同年，林伯強和李偉瀚更粉墨登場演出《齊來煉金 化學篇》MV，另一位老師鮑 Sir（Ironman）幫忙拍攝及剪接，歌曲是講解化學上如何從礦物提煉金屬，音樂錄像故事部份寓意人生哲理 -「做人不應該走捷徑，應腳踏實地做人」。

### 名稱由來
「科創李林」其名稱也是二次創作，源於1990年代台灣男子二人流行音樂組合「優客李林」；而「科創李林」中的「李」是李偉瀚，「林」就是林伯強。

## 成員
| 成員   | 成員    | 成員                     | 成員                                                             | 成員                                 | 成員 |
| 姓名   | 網名    | 擔任                     | 職業                                                             | 學歷                                 | 公職 |
| ------ | ------- | ------------------------ | ---------------------------------------------------------------- | ------------------------------------ | --- |
| 林伯強 | 亞伯林  | 主音，結他，電子琴，編曲 | 順德聯誼總會鄭裕彤中學高中物理科，初中科學科，高中通識教育科老師 | 九龍工業學校、香港中文大學物理系學士 | 香港通識教育協會副主席、香港教育工作者聯會理事、香港教師中心委員，2019年加入了香港作曲家及作詞家協會，同時為政賢力量時事評論員                  |
| 李偉瀚 | Chemsir | 和音，填詞，結他         | 聖嘉勒女書院老師 (前順利天主教中學高中化學老師)                  | -                                    | 香港數理教育學會秘書長(2019-2020)，香港科學創意學會委員，科普雜誌《兒童的科學》學術顧問，《明報》教育專欄作家，新城電台《新城教育＋》節目主持人 |

## 改篇音樂作品
- 《激光中 物理篇 （页面存档备份，存于）》，改編自羅文《激光中》，以Lady GaGa 《 Bad Romance 》的編曲
- 《左右手 物理篇 （页面存档备份，存于）》，改編自張國榮《左右手》
- 《黑洞 物理篇 （页面存档备份，存于）》，改編自陳奕迅的《黑洞》
- 《鋼之鍊金術師 化學篇 （页面存档备份，存于）》，改編自陳奕迅的《不死傳說》
- 《H2O 化學篇 （页面存档备份，存于）》，改編自張國榮《H2O》[10]
- 《齊來煉金 化學篇 （页面存档备份，存于）》，改編自張國榮和許冠傑合唱的《沉默是金》
- 《重力牽手 物理篇 （页面存档备份，存于）》，改編自譚詠麟 《愛在深秋》
- 《無重量 物理篇 （页面存档备份，存于）》，改編自香港電影《無間道》，由劉德華和梁朝偉合唱的主題曲
- 《氨歌 （页面存档备份，存于）》，改編自林子祥《莫再悲》
- 《難為正負電分界 （页面存档备份，存于）》，改編自葉振棠、麥志誠《難為正邪定分界》
- 《造物心聲 生物篇 （页面存档备份，存于）》，改編自許冠傑《浪子心聲》

## 奬項
林伯強 - 全港青少年科技創新比賽優秀科技教師一等獎、西貢區家長教師聯會優秀教師獎
李偉瀚 - 2017年，香港教育城舉辦的「EdV獎勵計劃2017」，榮獲中學組最佳短片銀獎

## 另見條目
- 香港STEAM教育
- 循道中學#全等三角形教學歌曲爆紅，由數名循道中學初中學生於2016年創作的《Side Angle Side》，以推廣初中數學三角學知識
- 歐陽偉豪，人稱「Ben Sir」，香港粵語語言學家，在電視節目中以輕鬆手法講解粵語用字及語法而成名
- 教育電視，香港電台及教育局於1971年至2020年期間制作的教育類電視節目時段，以電視作媒介將知識普及
- 科學教育
- 文理分科

## 外部連結

### 林伯強
- YouTube上的亞伯林頻道
- 亞伯林的Facebook專頁
- 作家 林伯強 （页面存档备份，存于）

### 李偉瀚
- YouTube上的Chemsir Lee Wai Hon頻道
- 李偉瀚 Chemsir的Facebook專頁
- 李偉瀚 Chemsir的Instagram帳戶
- 李sir好化學網 （页面存档备份，存于）
- 化學老師 - Chemsir （页面存档备份，存于）